# Cechenena mirabilis
Cechenena mirabilis är en fjärilsart som beskrevs av Butler 1875. Cechenena mirabilis ingår i släktet Cechenena och familjen svärmare. Inga underarter finns listade i Catalogue of Life.